# 中村多仁子
中村 多仁子（なかむら たにこ、1943年3月23日 - ）は、新潟県出身の元オリンピック体操女子日本代表。東海大学名誉教授。選手として数々の大会に出場し、プラハ世界選手権大会団体3位、東京オリンピック団体3位、ドルトムント世界選手権大会団体3位、段違い平行棒3位、メキシコオリンピック団体4位。競技生活終了後は、東海大学で後進の指導にあたり、日本を代表する多くの選手を育てる。近年は、就学前の幼稚園児の身体の動きの指導やシニアに向けた健康指導を行っている。「西洋的身体から東洋的身体へ」のテーマを模索している。

## 著書
- 東京五輪体操メダリストが考えた！１０歳若い動きになる　シルキー体操（徳間書店、2019年）ISBN 9784198649388
- スポーツは果実（求龍堂、2005年）ISBN 9784763005090